# Jean-Baptiste Lamarck
Jean-Baptiste-Pierre-Antoine de Monet, caballero de Lamarck (Bazentin; 1 de agosto de 1744 - París; 18 de diciembre de 1829) fue un naturalista francés, uno de los grandes hombres de la época de la sistematización de la historia natural, cercano en su influencia a Linneo, Buffon y Cuvier.
Lamarck formuló la primera teoría de la evolución biológica, en 1802
acuñó el término «biología» para designar la ciencia de los seres vivos y fue el fundador de la paleontología de los invertebrados.

## Biografía
Nació el 1 de agosto de 1744 en Bazentin (Somme), en el seno de una familia acomodada de tradición militar.
Entre 1755 y 1759 estudiaba con los jesuitas de Amiens y en 1761 inició la carrera militar, alcanzando el grado de oficial, el 16 de julio de ese mismo año, en el campo de batalla de Villinghausen.
Un episodio accidental y las lesiones que le ocasiona le impiden continuar en el ejército (un compañero de milicia, como juego o en el transcurso de una disputa le alza por la cabeza causándole las lesiones). Durante un tiempo pasa a trabajar como contable para posteriormente interesarse por las ciencias naturales. Estudia medicina, en ningún momento llegó a practicarla, interesándose posteriormente por la Botánica influido por Antoine-Laurent de Jussieu.
En un corto periodo de tiempo, en 1778, termina su primer tratado, Flore française, que, elogiado por Buffon, es impreso por L'Imprimerie Royale y le abre las puertas de la Academia de las Ciencias que lo hace miembro el año siguiente. En esta primera obra, Flore française, aparece su primera aportación a la Biología, utilizando el método dicotómico para ayudarse en la identificación de plantas, método actualmente utilizado en botánica y también en zoología.
Trabajó en el Jardin des plantes hasta 1793, cuando a propuesta suya pasa a convertirse en Museo de Historia Natural (Musée d'Histoire Naturelle) y es nombrado catedrático de Ciencias Naturales de los animales inferiores (invertebrados, concepto que introduce Lamarck en la forma de «animales sin vértebras», ya que hasta entonces se dividía a los animales por la presencia o ausencia de sangre, o como animales de sangre blanca y animales de sangre roja).
Lamarck inició todos sus cursos con un Discours d'ouverture en el que vertía su pensamiento tal y como este iba evolucionando, algunos de estos discursos han sobrevivido hasta la actualidad. En el discurso de inauguración del curso VIII (1800) esboza las líneas generales de sus ideas sobre la evolución de la vida que serán desarrolladas en 1809 en su libro Filosofía zoológica.
Entre 1799 y 1811 publicó once anuarios sobre meteorología que han pasado, por su contenido, como su trabajo menos científico. Consideró que los fenómenos meteorológicos no eran casuales, que se debían a causas y que estas causas crearían ciclos por los que sería posible predecirlos, estando, estos anuarios, salpicados de apreciaciones que se consideraron descabelladas.
En 1802 publicó Hydrogéologie concebida como la primera parte de una trilogía sobre la física de la Tierra, con una segunda y tercera parte que no llegaron a publicarse: Metéorologie y Biologie, esta última dedicada a los seres vivos.
En 1809 publicó su obra Filosofía zoológica en la que desarrolla sus ideas evolucionistas convirtiéndose en la primera teoría sobre la evolución de la vida. Su Filosofía Zoológica circuló ampliamente y la idea de la evolución de la vida y en concreto su teoría propiciaron grandes debates que sirvieron para extender el pensamiento evolucionista (Lyell en Principles of Geology y Robert Chambers en Vestiges of the Natural History of Creation la contestaron desde diferentes posturas). También le propició el caer en desgracia. Napoleón rechazó en público un ejemplar cuando se lo ofrecieron, poniéndolo en ridículo.
Sobre Filosofía Zoológica Haeckel a finales del siglo XIX escribió:

La obra de Lamarck es verdaderamente, plenamente y estrictamente monística, es decir, mecánica; así la unidad de las causas eficientes en la naturaleza orgánica y anorgánica, la base fundamental de estas causas atribuida á las propiedades físicas y químicas de la materia; la ausencia de una fuerza vital especial o de una causa final orgánica; la procedencia de todos los organismos de un corto número de formas antepasadas, salidas por generación espontánea de la materia; la perpetuidad no interrumpida de la evolución geológica; la ausencia de revoluciones y especialmente la inadmisibilidad de todo milagro; en una palabra, todas las proposiciones más importantes de la biología monística están ya formuladas en la FILOSOFÍA ZOOLÓGICA.

Si el admirable esfuerzo intelectual de Lamarck fue casi desconocido en su tiempo, ello se debe de una parte á la grandeza del paso de gigante por el cual se adelantaba en medio siglo á sus contemporáneos, y por otra á que faltaba á su obra una base experimental suficiente.
Ernst Hæckel, Historia de la creación natural

Gran parte de su obra la desarrolló en el tiempo que estuvo como catedrático de invertebrados y está referida a estos. En 1801 publicó Système des animaux sans vertèbres, entre 1802 y 1806 Memoires sur les fossiles des environs de París, y también en 1806 se publicó Discours d'ouverture du cours des animaux sans vertèbres.
Caído en desgracia, uno de sus principales trabajos, sus siete volúmenes Histoire naturalle des animaux sans vertèbres (1815-1822), los escribió en gran parte dictándole a una de sus hijas, ya que en 1819 quedó ciego.
Pasó la última parte de su vida ignorado, al cuidado de sus hermanas, y murió el 18 de diciembre de 1829.

## Obra
Observar la naturaleza, estudiar sus productos, buscar las relaciones generales y particulares que han ido imprimiendo en sus caracteres y, finalmente, intentar comprender el orden que hace imperar por todas partes, así como su funcionamiento, sus leyes y los medios infinitamente variados que emplea para dar lugar a este orden, es, desde mi punto de vista, ponerse en camino de adquirir los únicos conocimientos positivos que se encuentran a nuestra disposición, los únicos, por otra parte, que pueden sernos verdaderamente útiles y al mismo tiempo nos pueden proporcionar las satisfacciones más dulces y limpias capaces de aliviarnos de las inevitables penas de la vida.
Lamarck, Filosofía Zoológica, Introducción (primer párrafo)

En Lamarck la capacidad de trabajo y de anticipación a su tiempo fueron excepcionales. Sus principales aportaciones a la biología son las siguientes:
- El concepto de organización de los seres vivos.
- La clara división del mundo orgánico del inorgánico.
- Una revolucionaria clasificación de los animales de acuerdo a su complejidad.
- Formulación de la primera teoría de la evolución biológica.

### La biología como ciencia
Lamarck reclama para la biología la necesidad de una filosofía propia:

Sabemos que cualquier ciencia debe tener su filosofía y que solo por ese camino hace progresos reales. Los naturalistas gastarán vanamente su tiempo describiendo nuevas especies, captando nuevos matices, todas las pequeñas particularidades de sus variaciones para agrandar la inmensa lista de las especies inscritas [...] Si la filosofía de la ciencia se descuida, sus progresos no serán reales y la obra entera quedará imperfecta
 Philosophia Zoologica, pp. 69-70

Lamarck distingue entre universo (conjunto de la materia) y naturaleza (orden de cosas particular y constante). Esta distinción general es paralela a la establecida entre hechos y relaciones: para Lamarck no solo es necesaria la observación y estudio de los hechos y objetos, sino también de sus partes, las relaciones entre estas y las relaciones de los objetos con los demás y de todos ellos con su entorno. El naturalista ha de estar siempre atento para que las leyes que postula no procedan de la imaginación, sino de la realidad empírica. Su trabajo ha de consistir en observar y recopilar los hechos y, por vía de sucesivas inducciones, abstraer con rigor lógico las leyes que los expliquen del modo más amplio y consistente.

### Clasificación de los seres vivos
La clasificación lamarckiana se basa en criterios funcionales. El sistema nervioso central es el punto de partida, pues a partir de su centralización y complejidad progresiva puede construirse la cadena de los seres. Así, Lamarck clasifica a los animales en tres grandes grupos: aquellos dotados de irritabilidad (invertebrados inferiores), aquellos que poseen además el «sentimiento interior» (invertebrados superiores) y aquellos que revelan inteligencia y voluntad (vertebrados).

### Naturaleza y origen de la vida
Para Lamarck, la vida es un fenómeno natural consistente en un modo peculiar de organización de la materia. En este sentido, considera que los organismos vivos están formados por los mismos elementos y las mismas fuerzas físicas que componen la materia inanimada; los reinos animal y vegetal solo difieren, por tanto, del reino mineral por el modo de organización interna de los mismos elementos (HNASV).
A partir de su concepto de vida, Lamarck radica en la generación espontánea, todavía en debate en aquella época, el mecanismo de su origen: el movimiento de la materia provocado por la acción de las fuerzas de la naturaleza es capaz de generar de manera espontánea a los organismos vivos más sencillos. A partir de ellos, la naturaleza continúa su tendencia al progresivo incremento de complejidad a medida que cada organismo va siendo sustituido por otros dotados de más órganos y facultades. Valiéndose también de la generación espontánea para explicar la coexistencia temporal de organismos de distinto grado de complejidad.
En toda su obra, Lamarck defendió la teoría de los cuatro elementos sobre la química más ilustrada propuesta por Lavoisier.

### Teoría de la evolución de Lamarck (lamarckismo o transformismo)

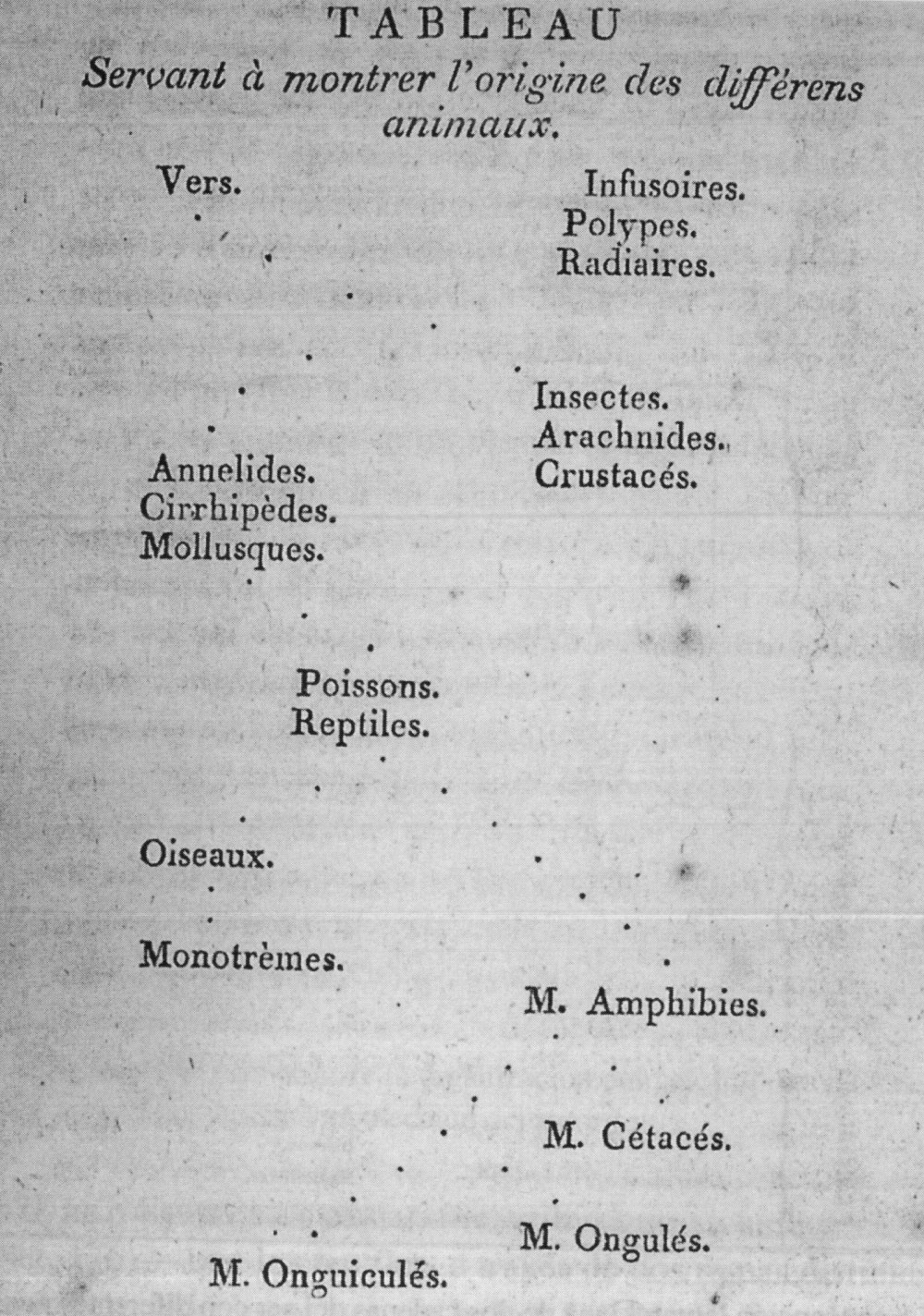

Lamarck formuló la primera teoría de la evolución. Propuso que la gran variedad de organismos, que en aquel tiempo se aceptaba que eran formas estáticas creadas por Dios, habían evolucionado desde formas simples; postulando que los protagonistas de esa evolución habían sido los propios organismos por su capacidad de adaptarse al ambiente: los cambios en ese ambiente generaban nuevas necesidades en los organismos, y esas nuevas necesidades conllevarían una modificación de los mismos que sería heredable.
Se apoyó para la formulación de su teoría en la existencia de restos de formas intermedias extintas. Con su teoría se enfrentó a la creencia general por la que todas las especies habían sido creadas y permanecían inmutables desde su creación. También se enfrentó al influyente Cuvier que justificó la desaparición de especies, no porque fueran formas intermedias entre las primigenias y las actuales, sino porque se trataba de formas de vida diferentes, extinguidas en los diferentes cataclismos geológicos sufridos por la Tierra.
La teoría de Lamarck es una teoría sobre la evolución de la vida, no sobre su origen, que, en aquel entonces, se aceptaba, surgía espontáneamente en sus formas más simples. Sería 50 años después cuando Pasteur demostrara que todo proceso de fermentación y descomposición orgánica se debe a la acción de organismos vivos y que el crecimiento de los microorganismos en caldos nutritivos no era debido a la generación espontánea. Lamarck tuvo que esbozar su teoría en un tiempo en el que el estado de las ciencias naturales era “caótico”, "formuladas en una época en que ni siquiera se podía entrever la posibilidad lejana de fundarlas sobre hechos evidentes".

El estado caótico del conocimiento en torno a los fósiles, la anatomía y la taxonomía antes del evolucionismo, la pregunta: «¿Cómo es que a nadie se le ocurrió antes pensar en el evolucionismo?» se convierte en «¿Cómo es posible que a alguien se le ocurriera pensar en el evolucionismo?».
Leon Harris.

Para Lamarck, la observación de la naturaleza, donde los organismos se encuentran perfectamente adaptados al ambiente en el que se desarrollan, llevaba a la siguiente alternativa: o los organismos fueron creados con todas las adaptaciones a todos los ambientes existentes en la Tierra y estos ambientes no habían cambiado desde sus orígenes, como se aceptaba entonces; o los organismos se adaptaban a estos ambientes y por consiguiente iban modificando su estructura conforme el ambiente iba cambiando, como él proponía.
Lamarck, al tiempo que formuló la evolución de la vida, propuso un mecanismo por el que esta evolucionaría. Para Lamarck la naturaleza habría obrado mediante "tanteos": "Con relación a los cuerpos vivientes, la Naturaleza ha procedido por tanteos y sucesivamente", y su teoría podría sintetizarse en: las circunstancias crean la necesidad, esa necesidad crea los hábitos, los hábitos producen las modificaciones como resultado del uso o desuso de determinado órgano y los medios de la Naturaleza se encargan de fijar esas modificaciones. Describió esta evolución como consecuencia de seis puntos:
1. Todos los cuerpos organizados (organismos) de la Tierra han sido producidos por la naturaleza sucesivamente y después de una enorme sucesión de tiempo.
2. En su marcha constante, la Naturaleza ha comenzado, y recomienza aún todos los días, por formar los cuerpos organizados más simples, y que no forma directamente más que estos. Es decir, que estos primeros bosquejos de organismos son los que se ha designado con el nombre de generaciones espontáneas.
3. Estando formados los primeros bosquejos del animal y del vegetal han desarrollado poco a poco los órganos y con el tiempo se han diversificado.
4. La facultad de reproducción inherente en cada organismo ha dado lugar a los diferentes modos de multiplicación y de regeneración de los individuos. Por ello los progresos adquiridos se han conservado.
5. Con la ayuda de un tiempo suficiente, de las circunstancias, de los cambios surgidos en la Tierra, de los diferentes hábitos que ante nuevas situaciones los organismos han tenido que mantener, surge la diversidad de estos.
6. Los cambios en su organización y de sus partes, lo que se llama especie, han sido sucesiva é insensiblemente formados. Por lo que la especie no tiene más que una constancia relativa en su estado y no puede ser tan antigua como la Naturaleza.[10]

Formuló dos leyes:

Así, para llegar a conocer las verdaderas causas de tantas formas diversas y de tantos hábitos diferentes como nos ofrecen los animales, es preciso considerar que las circunstancias infinitamente diversificadas, en las cuales se han encontrado los seres de cada raza, han producido para cada uno de ellos necesidades nuevas y cambios en sus hábitos necesariamente. Reconocida esta verdad, que nadie podrá negar, será fácil percibir cómo las nuevas necesidades han podido ser satisfechas y los nuevos hábitos adquiridos, si se presta alguna atención a las dos siguientes leyes de la Naturaleza, que siempre ha comprobado la observación:

Primera ley: en todo animal que no ha traspasado el término de sus desarrollos, el uso frecuente y sostenido de un órgano cualquiera lo fortifica poco a poco, dándole una potencia proporcionada a la duración de este uso, mientras que el desuso constante de tal órgano le debilita y hasta lo hace desaparecer.
Segunda ley: todo lo que la Naturaleza hizo adquirir o perder a los individuos por la influencia de las circunstancias en que su raza se ha encontrado colocada durante largo tiempo, y consecuentemente por la influencia del empleo predominante de tal órgano, o por la de su desuso, la Naturaleza lo conserva por la generación en los nuevos individuos, con tal de que los cambios adquiridos sean comunes a los dos sexos, o a los que han producido estos nuevos individuos.
Lamarck, Filosofía zoológica. pp. 175-176.

Lamarck, con estas leyes, sostuvo que si una “raza” (esto es, un grupo de organismos) estaba sometida a las mismas condiciones ambientales y estas condiciones se prolongaran durante mucho tiempo, se transformarían adaptándose a ese ambiente. Como mecanismo, propuso que las trasformaciones que los organismos sufrimos en vida sometidos a los diferentes ambientes, con el tiempo se fijarían en su descendencia, lo que hoy conocemos como transferencia horizontal.
Advirtió que ese proceso es un proceso tan lento que desde nuestra capacidad de observación pasaría inadvertido. Según estas leyes los cambios se producen no en el individuo sino en la población (no en uno o varios individuos, sino en el conjunto de individuos del grupo) y no son cambios inmediatos sino que se fijarían a lo largo de un prolongado proceso.

las variaciones en las circunstancias para los seres vivientes, y sobre todo para los animales, producen cambios en sus necesidades, en sus hábitos y en el modo de existir, y si estos cambios dan lugar a modificaciones o desarrollos en los órganos o en la forma de sus partes, se debe inducir que insensiblemente todo cuerpo viviente cualquiera debe variar en sus formas o sus caracteres exteriores, aunque semejantes variaciones no llegasen a ser sensibles más que después de un tiempo considerable. […] En cada lugar donde los seres pueden habitar, las circunstancias que establecen en él un orden de cosas permanecen largo tiempo siendo las mismas y no cambian en realidad más que con una lentitud tan grande, que el hombre no puede advertirlas directamente. Está obligado a consultar los monumentos para reconocer que en cada uno de aquellos lugares el orden de cosas establecido no ha sido siempre el mismo. Las razas de animales que viven en cada uno de ellos deben conservar en él largo tiempo sus hábitos. De aquí para nosotros la aparente constancia de las razas que llamamos especies, constancia que hizo nacer en nuestro pensamiento la idea de que las razas son tan antiguas como la Naturaleza.
Lamarck, Filosofía zoológica, pp. 69, 174.

Las ideas de Lamarck no fueron tomadas en cuenta en su época, aunque su libro Filosofía zoológica, donde plasmó su teoría, circuló por Francia y también por Inglaterra, obra a la que tuvo acceso el propio Darwin.
Fue después de formulada la teoría de la selección natural cuando los evolucionistas retomaron el pensamiento de Lamarck intentando suplir el vacío que la selección natural dejaba al no explicar la fuente de la variabilidad sobre la que tal selección actuaba. El propio Darwin, al tiempo que denostaba la teoría de Lamarck, intentó cubrir ese vacío postulando la “pangénesis”, un mecanismo de transferencia horizontal lamarkiano. Y sería a principios del siglo XX cuando Weismann lo refutara con la formulación de la conocida como “barrera Weismann” por la que se consideraba que existiendo dos líneas, la germinal y la somática, no cabría la posibilidad de transferencia de información entre la una y la otra. Malinterpretando a Lamarck desarrolló un experimento que supuestamente refutaba su teoría: cortó el rabo a sucesivas generaciones de ratones para demostrar que sus descendientes no nacían con el rabo cortado.
Desde entonces, el Lamarckismo se ha simplificado con argumentos que vienen a caricaturizarlo: «En pueblos donde el herrero hereda el oficio de su padre, su abuelo y su abuelo, se pensaba que heredaba también unos músculos bien desarrollados. sólo los heredaba sino que los desarrollaba más con el ejercicio, y pasaba estas mejoras a su hijo». Ya en vida, Lamarck se tendría que defender de argumentos parecidos:

No obstante, se objeta todavía que todo lo que se ve anuncia, relativamente al estado de los cuerpos vivientes, una constancia inalterable en la conservación de su forma, y se piensa que todos los animales cuyo recuerdo nos ha transmitido la historia resaltan siempre los mismos y no han perdido ni adquirido nada en el perfeccionamiento de sus órganos y en la forma de sus partes. [...]

«No se puede por menos —dicen los autores— contener los vuelos de la imaginación, cuando todavía se ve conservado con sus menores huesos, sus menores pelos y sus menores detalles tal animal que antes tenía en Tobas o en Menfis sacerdotes y altares. Pero sin extraviarnos en todas las ideas que hacen nacer semejantes aproximaciones, limítense a exponer que estos animales son perfectamente semejantes a los actuales» (Anales del Museo de Historia Natural.) [...]

Nada existe, por tanto, en la observación que acaba de ser citada que resulte contrario a las consideraciones que llevo expuestas sobre este asunto, ni que pruebe que los animales de que se trata hayan existido en todo tiempo en la Naturaleza, pues demuestra solamente que vivían en Egipto hace dos o tres mil años. Y todo hombre que posee el hábito de reflexionar y de observar al propio tiempo los documentos de la enorme antigüedad que muestra la Naturaleza, aprecia en su verdadero valor la insignificante cifra de tres mil años con relación a las épocas geológicas.
Lamarck, Filosofía zoológica.

Durante el siglo XX el lamarckismo ha sido defendido por diferentes evolucionistas, y el conocido como “efecto Baldwin” (enunciado por James Marck Baldwin y C. Loyd Morgan a finales del siglo XIX), una versión edulcorada de lamarckismo según la cual los hábitos sostenidos de las especies, por selección natural, se fijarían en la herencia, se mantiene como plausible para resolver algunas dificultades del neodarwinismo.
Avanzado el siglo XX, la “barrera Weismann” se ha mostrado franqueable, sin poderse probar que los caracteres adquiridos no puedan llegar a ser heredables. La transferencia horizontal se ha demostrado en casos, y se ve en los virus, con su capacidad de intercambio genético, a los posibles actores de tales transferencias. También, en la simbiosis, se ha demostrado la existencia de transferencia genética, y en su grado de máxima integración, la simbiogénesis, ha demostrado la eclosión de nuevas individualidades, quimeras que integran a sus simbiontes. El paso de procariotas a eucariotas, descrito en la endosimbiosis seriada, fue consecuencia de estos procesos simbiogenéticos; aunque Mayr y Maynard Smith en los años 90 opinaban que estos procesos nada tienen que ver con el Lamarckismo. Gould (1977) diría: «Dudo que el lamarckismo pueda volver a experimentar un resurgimiento como teoría viable de la evolución».
Al día de hoy, en mayoría, la comunidad científica considera el paradigma neodarwinista satisfactorio para explicar la evolución biológica, no considerando válido el lamarckismo. No obstante, Lynn Margulis, entre otras y otros, considera que «una sugerencia principal para el nuevo siglo en biología es que el difamado eslogan del lamarckismo, "la herencia de los caracteres adquiridos" no debe ser todavía abandonado: tan sólo debe ser refinado cuidadosamente».

### Algunas publicaciones
- Flore Françoise: Ou Description Succincte De Toutes Les Plantes Qui croissent naturellement En France ; Disposée selon une nouvelle méthode d'Analyse, et à laquelle on a joint la citation de leurs vertus les moins équivoques en Médicine, et de leur utilité dans les Arts, París, 1778
- Tableau Encyclopédique et Methodique, parte de Encyclopédie Méthodique. Tomo 1 al 3 de un total de 8 vv., París, 1783-1808. (Disponible en línea en: )
- Mémoires de physique et d'histoire naturelle, établis sur des bâses de raisonnement indépendantes de toute théorie; avec l'exposition de nouvelles considérations sur la cause générale des dissolutions; sur la matière du feu; sur la couleur des corps; sur la formation des composés; sur l'origine des minéraux; et sur l'organisation des corps vivans, París, 1797
- Système des animaux sans vertèbres, ou Tableau général des classes, des ordres et des genres de ces animaux présentant leurs caractères essentiels et leur distribution, d'après la considération de leurs rapports naturels et de leur organisation, et suivant l'arrangement établi dans les galeries du Muséum d'Hist. Naturelle, parmi leurs dépouilles conservées, París,1801
- Recherches sur l'organisation des corps vivans : et particulièrement sur son origine ... : précédé du discours d'ouverture du cours de zoologie donné dans le Muséum national d'histoire naturelle, l'an X de la République, París, 1802. Ed. esp.: Investigaciones sobre la organización de los cuerpos vivos, Oviedo, KRK, 2016
- Mémoires sur les fossiles des environs de Paris comprenant la détermination des espèces qui appartiennent aux animaux marins sans vertèbres, et dont la plupart sont figurés dans la collection des vélins du Muséum, París, 1802
- Hydrogéologie ou recherches sur l'influence qu’ont les eaux sur la surface du globe terrestre ; sur les causes de l'existence du bassin des mers, de son déplacement et de son transport successif sur les différens points de la surface de ce globe ; enfin sur les changemens que les corps vivans exercent sur la nature et l’état de cette surface, París, 1802[24]
- Philosophie zoologique, ou, Exposition des considérations relative à l'histoire naturelle des animaux (tradujo al alemán Arnold Lang: Jena 1876, París, 1809. **Reimpreso en Zoologische Philosophie, Fráncfort del Meno, Harri Deutsch. 2002 (Ostwalds Klassiker der exakten Wissenschaften, v. 277/279)
- Histoire naturelle des animaux sans vertèbres présentant les caractères généraux et particuliers de ces animaux, leur distribution, leurs genres, et la citation des principales espèces qui s'y rapportent : précédée d'une introduction offrant la détermination des caractères essentiels de l'animal, sa distinction du végétal et des autres corps naturels: enfin, l'exposition des principes fondamentaux de la zoologie. París 1815-1822
- Système Analytique des Connaissances Positives de l'Homme. Ed. del autor, París 1820[25]
- Alfred Giard (ed.) Discours d’ouverture [des cours de zoologie donnés dans le Muséum d'histoire naturelle, an VIII, an X, an XI et 1806]]. París 1907.[26]

## Eponimia
Especies de abeja
- Apis mellifera lamarckii
- Cyaneia lamarckii

Especies marinas
- Acropora lamarcki Veron, 2002
- Agaricia lamarcki Milne Edwards & Haime, 1851
- Ascaltis lamarcki (Haeckel, 1870)
- Bursa lamarckii (Deshayes, 1853) rana caracol
- Carinaria lamarckii Blainville, 1817, pequeño caracol planctónico de mar
- Caligodes lamarcki Quidor, 1913
- Cyanea lamarckii Péron & Lesueur 1810
- Cyllene desnoyersi lamarcki Cernohorsky, 1975
- Erosaria lamarckii (J. E. Gray, 1825)
- Genicanthus lamarck (Lacepède, 1802)
- Gorgonocephalus lamarckii (Müller & Troschel, 1842)
- Gyroidinoides lamarckiana (d´Orbigny, 1839)
- Lamarckdromia Guinot & Tavares, 2003
- Lamarckina Berthelin, 1881
- Lobophytum lamarcki Tixier-Durivault, 1956
- Marginella lamarcki Boyer, 2004, caracol de mar
- Megerlina lamarckiana (Davidson, 1852)
- Meretrix lamarckii Deshayes, 1853
- Morum lamarckii (Deshayes, 1844), caracol de mar
- Mycetophyllia lamarckiana Milne Edwards & Haime, 1848,
- Neotrigonia lamarckii (Gray, 1838)
- Olencira lamarckii Leach, 1818
- Petrolisthes lamarckii (Leach, 1820)
- Pomatoceros lamarckii (Quatrefages, 1866)
- Quinqueloculina lamarckiana d´Orbigny, 1839
- Raninoides lamarcki A. Milne-Edwards & Bouvier, 1923
- Rhizophora x lamarckii Montr.
- Siphonina lamarckana Cushman, 1927
- Solen lamarckii Chenu, 1843
- Spondylus lamarckii Chenu, 1845, ostra espinosa
- Xanthias lamarckii (H. Milne Edwards, 1834)

Géneros
- (Poaceae) Lamarckia Moench[28]
- (Solanaceae) Lamarckia Vahl[29]

Especies (116 registros IPNI)
- (Rosaceae) Amelanchier lamarckii F.G.Schroed.[30]
- (Scrophulariaceae) Digitalis lamarckii Ivanina[31]
- (Ranunculaceae) Aconitum lamarckii Rchb. ex Spreng.[32]

Astronomía
- El cráter lunar Lamarck lleva este nombre en su memoria.[33]
- El asteroide (7296) Lamarck también conmemora su nombre.